# Julio Flórez
Julio Flórez est un poète populaire colombien né à Chiquinquirá le 22 mai 1863 et mort à Usiacurí le 7 février 1923.
Il est considéré comme le poète le plus représentatif du romantisme en Colombie, où il a fondé la tertulia littéraire « Gruta Simbólica ». Après, il s'est installé à Caracas, puis à Mexico et enfin à Madrid où il a travaillé en tant qu'agent diplomatique.
Il a publié dix recueils de poésie en espagnol : Horas, Cardos y lírios, Gotas de ajenjo, Cesta de lotos, Manojo de Zarzas, Haz de espinas, Flecha roja, De pié los muertos, Fronda lírica et Oro y ébano.

## Hommages
En 2001, la Fundación COPROUS, qui est une organisation sociale de la municipalité d'Usiacurí, décide de restaurer la maison en ruines du poète, maison dans laquelle il a passé les treize dernières années de sa vie. La maison-musée Julio Flórez est élevée au rang de patrimoine culturel de l'Atlántico en 2002. Puis, elle acquiert le statut de monument national via la résolution no 1126 du 14 février 2007.